# Aphonopelma jacobii
A Aphonopelma jacobii é uma aranha, do grupo das tarântulas, descoberta no Arizona, nos Estados Unidos.
Essa aranha tem pelos vermelhos e sobrevive a temperaturas muito baixas no topo de montanhas.